# ドミニク・アボイ
ドミニク・アボイ・プレティノ(英：Dominic Abui Pretino、1991年1月1日 - )はスーダン(現南スーダン)出身のサッカー選手。スーダン・プレミアリーグのアル・ハルツームSC所属。サッカー南スーダン代表。2015年10月8日にジュバで行われた2018 FIFAワールドカップ・アフリカ1次予選のモーリタニア代表戦では代表初得点を記録した。